# Rhionaeschna brasiliensis
Rhionaeschna brasiliensis is een libellensoort uit de familie van de glazenmakers (Aeshnidae), onderorde echte libellen (Anisoptera).
De wetenschappelijke naam van de soort is voor het eerst geldig gepubliceerd in 2002 door von Ellenrieder & Martins Costa.